# ジャック・ゴーティエ
ジャック・ゴーティエ（Jacques Gauthier ）は、古脊椎動物学者かつ系統学者であり、古生物学における系統分類学の使用の創設者のひとりである。
ゴーティエは1973年にサンディエゴ州立大学で動物学の学士号を、1980年に同大学で理学修士号（Masters of Sｃience）を、そして1984年にカリフォルニア大学バークレー校で博士号（Ph.D.）を取得した。 現在はイェール大学の地質学と地球物理学の教授兼古脊椎動物学と脊椎動物学のキュレーターである。 ゴーティエの卒業生論文は恐竜の単系統性についての議論とともに初となる双弓類の主要な分岐分析によって構成されていた。
この論文に続く形で獣脚類からの鳥の起源に関する重要な論文(1986年)を発表した。これは獣脚類の最初の詳細な分岐分析であり、恐竜の系統についての革命の始まりであり、系統分類学による分類でリンネの体系による恐竜の分類と系統的な理解を置き換えている。ゴーティエの1984年および1986年の研究はいまだ恐竜類と双弓類の現代分岐分析における基本的な参照論文として扱われている。
最近では、ゴーティエは分岐法を有羊膜類の系統発生に適用し四肢動物を分類学的にcrown cladeとしてのみ定義するために論争行っている。ケビン・デ・ケイロース（Kevin de Queiroz）と共に、リンネの分類をファイロコードに置き換えるための論争を行っている。